# Famiglia disfunzionale
Una famiglia disfunzionale è una famiglia nella quale conflitti, comportamenti ingiusti e abusi si verificano con regolarità tanto da indurre i suoi componenti (incluso il bambino) a ritenerle azioni normali. La famiglia disfunzionale può costituirsi con diverse cause: membri della famiglia con problemi di dipendenza da alcol o altre droghe; la presenza di psicopatologie, come depressione o disturbi affettivi; caregivers cresciuti a loro volta in un contesto simile.